# Ronde van Zwitserland 2025 (mannen)
De 88e editie van de wielerwedstrijd Ronde van Zwitserland vond in 2025 plaats in Italië en Zwitserland. De rittenwedstrijd, die deel uitmaakte van de UCI World Tour 2025-kalender, startte in Küssnacht en eindigde in Stockhütte. Titelverdediger was Adam Yates. De Brit nam deze editie echter niet deel. De ploeg UAE Team Emirates was deze editie oppermachtig; de ploeg boekte maar liefst drie etappezeges en wonnen er twee truien waaronder het eindklassement met de Portugees João Almeida die tevens de vierde, zevende en achtste etappe won.

## Deelnemende ploegen
De achttien UCI World Tour-teams van dit seizoen plus vier ProTeams deden mee aan deze wedstrijd. Allen met een team van zeven renners wat het totale aantal op 154 bracht.

## Etappe-overzicht
| Etappe | Datum   | Start                  | Finish                 | Type                | Afstand  | Winnaar           | Klassementsleider |
| ------ | ------- | ---------------------- | ---------------------- | ------------------- | -------- | ----------------- | ----------------- |
| 1e     | 15 juni | Küssnacht              | Küssnacht              | Heuvelrit           | 129,4 km | Romain Grégoire   | Romain Grégoire   |
| 2e     | 16 juni | Aarau                  | Schwarzsee             | Heuvelrit           | 177 km   | Vincenzo Albanese | Romain Grégoire   |
| 3e     | 17 juni | Aarau                  | Heiden                 | Heuvelrit           | 195,6 km | Quinn Simmons     | Romain Grégoire   |
| 4e     | 18 juni | Heiden                 | Valchiavenna           | Bergrit             | 193,2 km | João Almeida      | Romain Grégoire   |
| 5e     | 19 juni | La Punt                | Santa Maria in Calanca | Bergrit             | 183,8 km | Oscar Onley       | Kévin Vauquelin   |
| 6e     | 20 juni | Chur                   | Neuhausen am Rheinfall | Heuvelrit           | 186,7 km | Jordi Meeus       | Kévin Vauquelin   |
| 7e     | 21 juni | Neuhausen am Rheinfall | Emmetten               | Bergrit             | 207,3 km | João Almeida      | Kévin Vauquelin   |
| 8e     | 22 juni | Beckenried             | Stockhütte             | Individuele tijdrit | 10 km    | João Almeida      | João Almeida      |

## Klassementsleiders
| Etappe      | Winnaar           | Algemeen klassement | Puntenklassement | Bergklassement   | Jongerenklassement | Ploegenklassement         |
| ----------- | ----------------- | ------------------- | ---------------- | ---------------- | ------------------ | ------------------------- |
| 1           | Romain Grégoire   | Romain Grégoire     | Romain Grégoire  | Felix Engelhardt | Romain Grégoire    | Team Visma I Lease a Bike |
| 2           | Vincenzo Albanese | Romain Grégoire     | Romain Grégoire  | Felix Engelhardt | Romain Grégoire    | Team Visma I Lease a Bike |
| 3           | Quinn Simmons     | Romain Grégoire     | Romain Grégoire  | Felix Engelhardt | Romain Grégoire    | Movistar                  |
| 4           | João Almeida      | Romain Grégoire     | João Almeida     | Felix Engelhardt | Romain Grégoire    | Israel-Premier Tech       |
| 5           | Oscar Onley       | Kévin Vauquelin     | João Almeida     | Aleksandr Vlasov | Kévin Vauquelin    | Israel-Premier Tech       |
| 6           | Jordi Meeus       | Kévin Vauquelin     | João Almeida     | Aleksandr Vlasov | Kévin Vauquelin    | Israel-Premier Tech       |
| 7           | João Almeida      | Kévin Vauquelin     | João Almeida     | Aleksandr Vlasov | Kévin Vauquelin    | Israel-Premier Tech       |
| 8           | João Almeida      | João Almeida        | João Almeida     | Aleksandr Vlasov | Kévin Vauquelin    | Israel-Premier Tech       |
|             |                   |                     |                  |                  |                    |                           |
| Eindstanden | Eindstanden       | João Almeida        | João Almeida     | Aleksandr Vlasov | Kévin Vauquelin    | Israel-Premier Tech       |

Mannen: 1933 · 1934 · 1935 · 1936 · 1937 · 1938 · 1939 · 1940 · 1941 · 1942 · 1943 · 1944 · 1945 · 1946 · 1947 · 1948 · 1949 · 1950 · 1951 · 1952 · 1953 · 1954 · 1955 · 1956 · 1957 · 1958 · 1959 · 1960 · 1961 · 1962 · 1963 · 1964 · 1965 · 1966 · 1967 · 1968 · 1969 · 1970 · 1971 · 1972 · 1973 · 1974 · 1975 · 1976 · 1977 · 1978 · 1979 · 1980 · 1981 · 1982 · 1983 · 1984 · 1985 · 1986 · 1987 · 1988 · 1989 · 1990 · 1991 · 1992 · 1993 · 1994 · 1995 · 1996 · 1997 · 1998 · 1999 · 2000 · 2001 · 2002 · 2003 · 2004 · 2005 · 2006 · 2007 · 2008 · 2009 · 2010 · 2011 · 2012 · 2013 · 2014 · 2015 · 2016 · 2017 · 2018 · 2019 · 2020 · 2021 · 2022 · 2023 · 2024 · 2025
Vrouwen: 1998 · 1999 · 2000 · 2001 · 2002-2020 · 2021 · 2022 · 2023 · 2024 · 2025
Tour Down Under ·
Great Ocean Road Race ·
Ronde van de Verenigde Arabische Emiraten ·
Omloop Het Nieuwsblad ·
Strade Bianche ·
Parijs-Nice · 
Tirreno-Adriatico · 
Milaan-San Remo ·
Ronde van Catalonië ·
Classic Brugge-De Panne ·
E3 Saxo Classic ·
Gent-Wevelgem ·
Dwars door Vlaanderen ·
Ronde van Vlaanderen ·
Ronde van het Baskenland ·
Parijs-Roubaix ·
Amstel Gold Race ·
Waalse Pijl ·
Luik-Bastenaken-Luik ·
Ronde van Romandië ·
Eschborn-Frankfurt ·
Ronde van Italië ·
Critérium du Dauphiné ·
Ronde van Zwitserland ·
Copenhagen Sprint · 
Ronde van Frankrijk ·
Clásica San Sebastián ·
Ronde van Polen ·
Cyclassics Hamburg ·
Renewi Tour ·
Ronde van Spanje ·
Bretagne Classic ·
GP van Quebec ·
GP van Montreal ·
Ronde van Lombardije ·
Ronde van Guangxi